# Alton Meiring
Alton Meiring (Ciudad del Cabo, 5 de marzo de 1976-29 de septiembre de 2024) fue un futbolista sudafricano que jugó en la posición de Delantero centro.

## Carrera

### Club
| Periodo   | Club              | Apariciones | Goles |
| --------- | ----------------- | ----------- | ----- |
| 1996-1997 | Hellenic FC       | 10          | 3     |
| 1997-1999 | Cape Town Spurs   | 51          | 17    |
| 1999–2000 | Mother City FC    | 18          | 7     |
| 2000–2001 | Mamelodi Sundowns | 10          | 2     |
| 2001–2002 | AmaZulu FC        | 16          | 8     |
| 2002–2005 | Manning Rangers   | 69          | 23    |
| 2005–2007 | Golden Arrows FC  | 44          | 15    |
| 2007–2009 | Moroka Swallows   | 25          | 1     |
| 2009–2010 | Platinum Stars FC | 19          | 2     |
| 2010–2012 | Jomo Cosmos       | 22          | 6     |

### Selección nacional
Jugó para Sudáfrica en dos ocasiones en 2006 sin anotar goles.

## Logros
- Copa Nedbank (1): 2009